# Floyd Begin
Floyd Lawrence Begin (ur. 5 lutego 1902 w Cleveland, Ohio, zm. 26 kwietnia 1977) – amerykański duchowny katolicki, pierwszy biskup Oakland w latach 1962–1977.

## Życiorys
Przyszedł na świat w rodzinie Petera i Stelli jako najstarszy z siedmiorga rodzeństwa. Po ukończeniu edukacji w rodzinnym mieście wyjechał do Rzymu i tam w Kolegium Ameryki Płn. przygotowywał się do kapłaństwa. W roku 1930 uzyskał doktorat z prawa kanonicznego na Ateneum S. Apolinare. Święcenia kapłańskie otrzymał 31 lipca 1927 roku. Po powrocie do kraju służył duszpastersko w rodzinnej diecezji Cleveland. Był m.in. sekretarzem biskupa, wicekanclerzem i wikariuszem generalnym. Od roku 1936 nosił tytuł prałata honorowego Jego Świątobliwości.
22 marca 1947 papież Pius XII mianował go biskupem pomocniczym Cleveland ze stolicą tytularną Sala. 27 stycznia 1962 został pierwszym ordynariuszem nowo utworzonej diecezji Oakland. Uczestniczył we wszystkich czterech sesjach soboru watykańskiego II. Po śmierci pochowany został początkowo w Hayward, w listopadzie 2008 ciało przeniesiono do katedralnego mauzoleum nowo wybudowanej katedry Chrystusa Światła w Oakland.